# Arnold Wühl

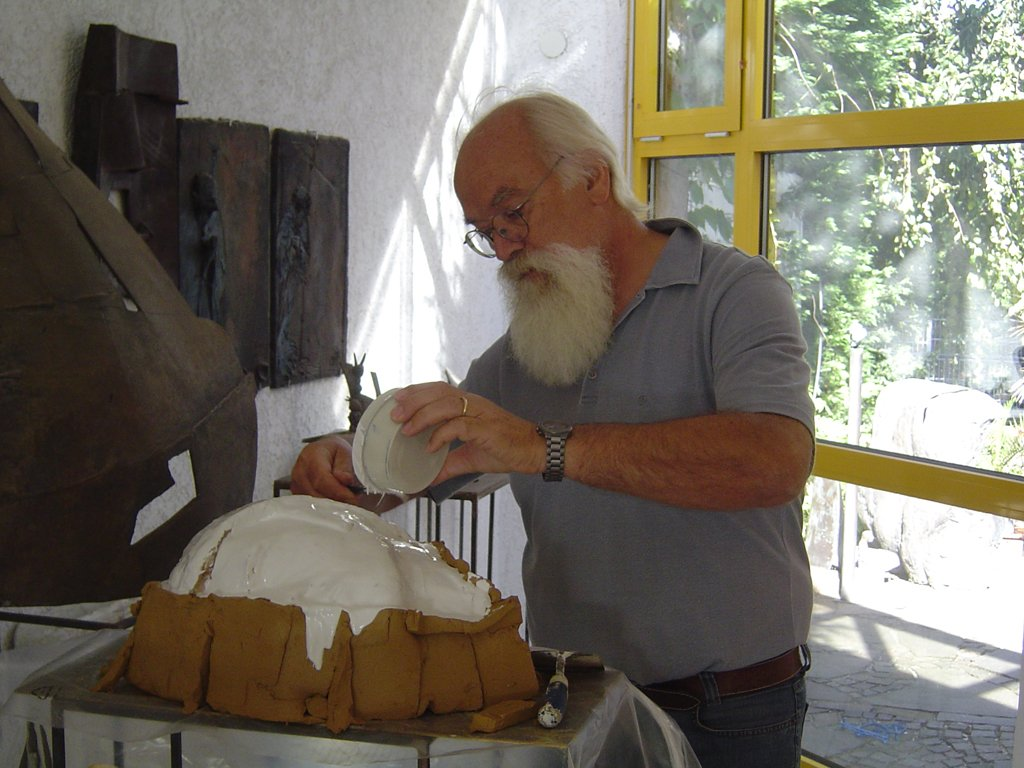
Arnold Wühl

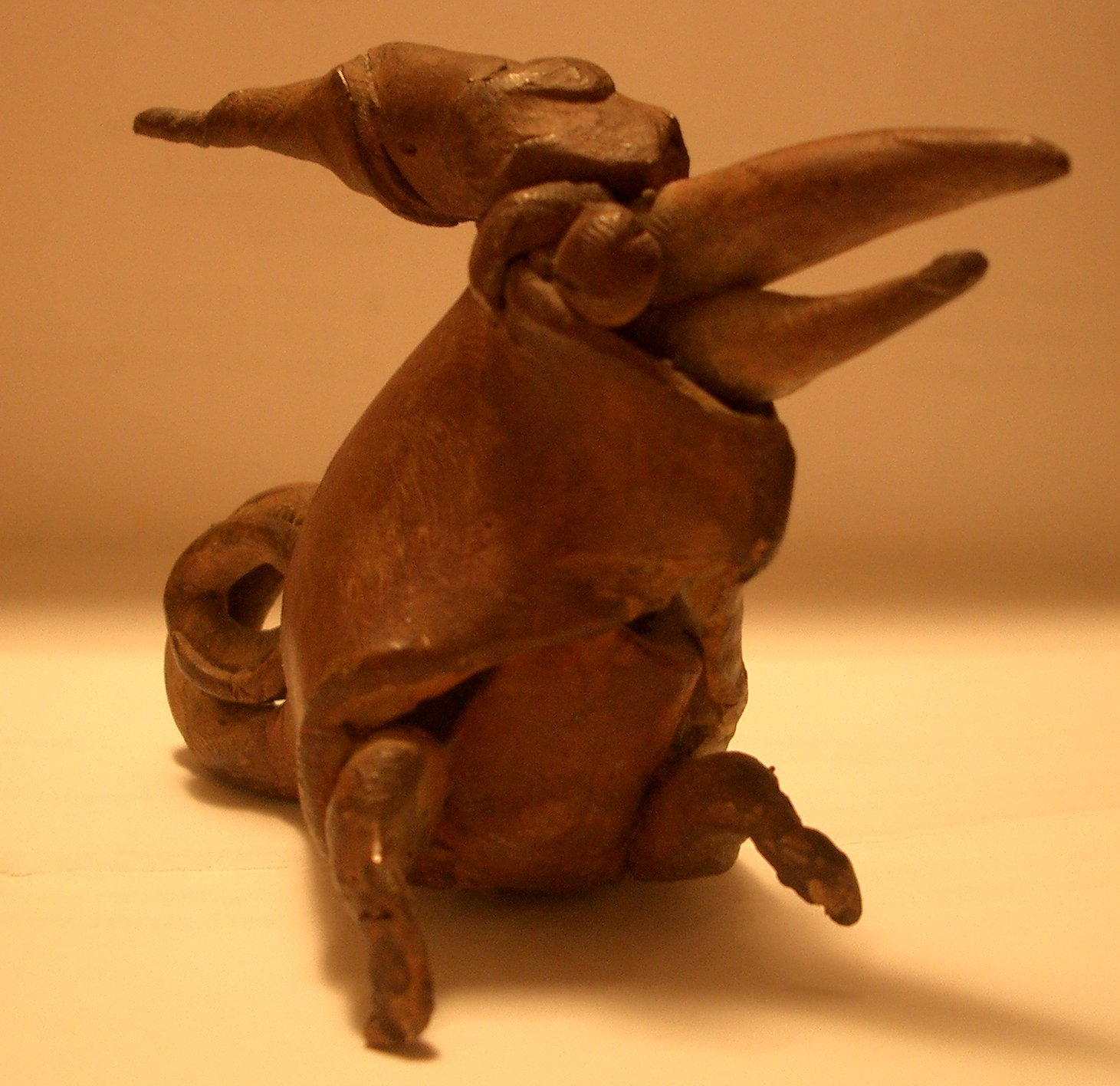
Kleinplastik Bronze

Arnold Wühl (* 16. Oktober 1946 in Speyer) ist ein deutscher Bildhauer.

## Leben
Zwischen 1968 und 1973 studierte Wühl zunächst Kunstgeschichte und Archäologie an der Uni Tübingen, anschließend folgte ein Kunststudium an der Uni Frankfurt am Main und der Akademie der Bildenden Künste München bei Zacharias und Kallenbach. Seit 1973 übt er eine Lehrtätigkeit in Speyer und Schifferstadt aus. Er ist Mitglied im Künstlerbund Speyer.
Ende der 80er Jahre gelang ihm vor allem mit seinen Kleinplastiken aus Bronze der künstlerische Durchbruch. Von der Stadt Speyer wurde er 1987 mit dem Hans-Purrmann-Preis ausgezeichnet. Ein Jahr später folgte die Auszeichnung mit dem Otto-Ditscher-Preis des Rhein-Pfalz-Kreises.
Einen Schwerpunkt seiner Arbeiten Anfang der 90er Jahre bildeten Werke im Öffentlichen Raum. Vor allem im Rhein-Pfalz-Kreis schuf er in dieser Zeit mehrere Brunnen. In Römerberg und Waldsee greifen diese die Geschichte der Gemeinden auf. Andere Werke wirken eher verspielt, wie die Spielbrunnen in Speyer und Schifferstadt. Seine Werke finden sich jedoch nicht nur in exponierter Lage, sondern manchmal auch etwas unscheinbar „am Wegesrand“, wie einige Straßenpoller in Harthausen zeigen.
Trotz der intensiven Beziehung zu seiner Heimatregion sind seine Arbeiten auch über die regionalen Grenzen hinaus bekannt. Dies zeigt beispielsweise die Einladung zu einer im Sommer 2006 durchgeführten Ausstellung im Gerhard-Marcks-Haus in Bremen, bei der seine 1986 geschaffene Figurengruppe III u. a. neben Kleinplastiken von Picasso und Kirchner gezeigt wurde.

## Öffentliche Arbeiten

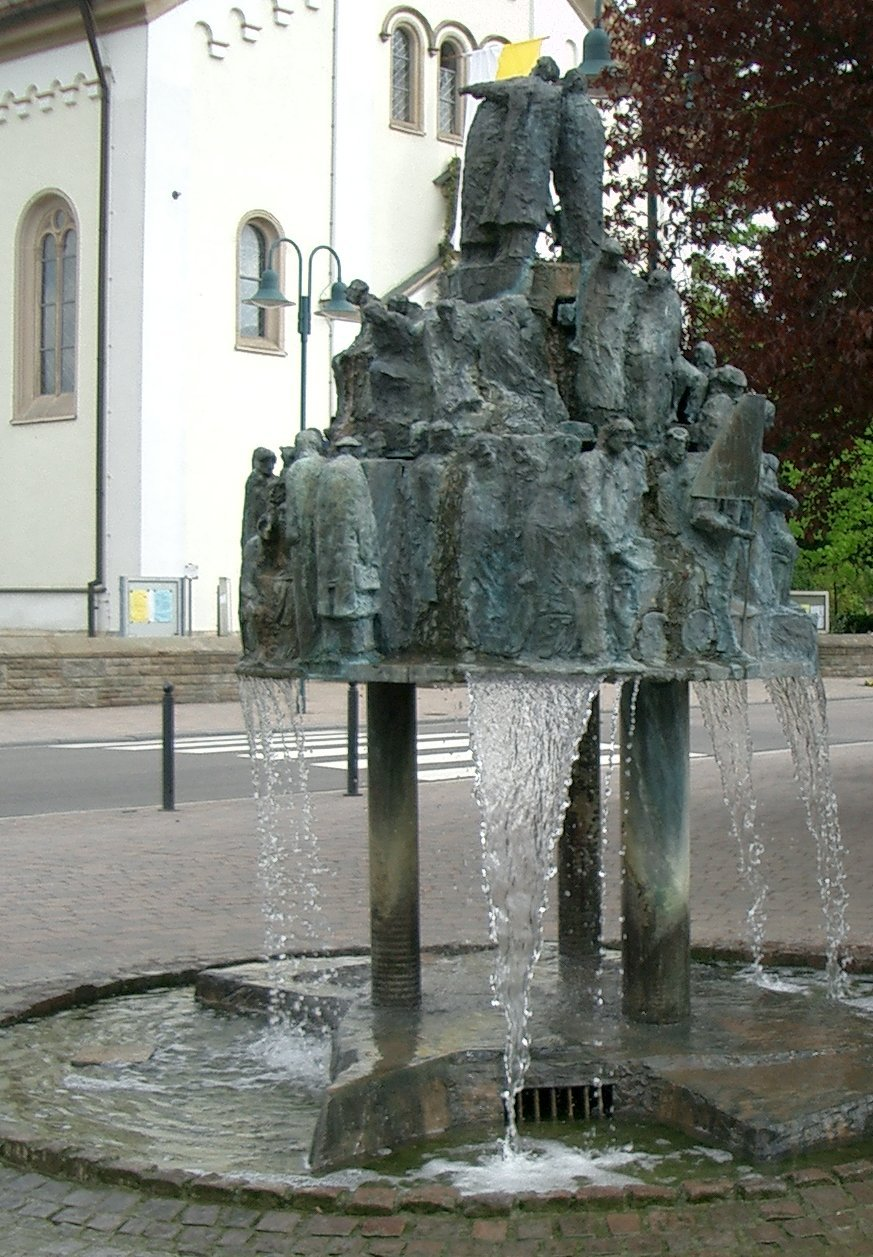
Weiberbraten-Brunnen in Römerberg

- 1989: Pestalozzi-Brunnen, Grundschule Bobenheim-Roxheim
- 1990: Wandbrunnen, Heidelberg
- 1990: Brunnen Wellensiekches Haus, Oberhausen
- 1991: Spielbrunnen, Speyer
- 1992: „Hammel-Brunnen“, Waldsee
- 1992: Spielbrunnen, Kindergarten Schifferstadt
- 1993: „Weiberbraten-Brunnen“, Römerberg
- 1994: Brunnen, Grundschule Oberhausen

## Auszeichnungen
- 1987: Hans-Purrmann-Preis, Stadt Speyer
- 1988: Otto-Ditscher-Preis, Rhein-Pfalz-Kreis

## Veröffentlichungen
„Bau- und Baugeschichte des Doms zu Speyer“ in „Kaiserdom zu Speyer – Ansichten, Einsichten, Perspektiven eines Weltkulturerbes“ Hrsg. Rainer Schanz, Hermann Stimm in Zusammenarbeit mit Dombauverein Speyer e.V. und Institut für Lehrerfort- und Weiterbildung (ILF) Mainz, 2006.